# Ciclo do Pseudo-Boron
O Ciclo do Pseudo-Boron, também denominado Ciclo da Post-Vulgata ou Pós-Vulgata, é um importante conjunto de textos literários medievais sobre as lendas arturianas, escrito originalmente em francês entre os anos de 1230 e 1240. Consiste em uma remodelação do Ciclo do Lancelote-Graal (também chamado Vulgata, escrita nos anos 1210-1220), com muitos elementos retirados e muitos outros adicionados.

## Características
Comparada à Vulgata, a Pós-Vulgata dá mais unidade ao material da lenda. O material do Livro de Lancelote da Vulgata, que descreve o romance pecaminoso entre Lancelote e a rainha Genebra, foi omitido em grande parte, dando-se mais ênfase ao livro da Demanda do Santo Graal e aos aspectos cristãos da história. Muitos elementos do livro Tristão em Prosa foram também incorporados.
Apesar de originalmente escrito em francês, o ciclo não sobreviveu intacto nessa língua, mas pôde ser reconstruído a partir de fragmentos em francês, português e castelhano.
A Pós-Vulgata é dividida em quatro seções:
- História do Santo Graal: narra como José de Arimateia trouxe o Graal à Grã-Bretanha. Difere muito pouco da versão da Vulgata.
- História de Merlim: conta a história do mago Merlim e as primeiras aventuras de Artur. Também pouco difere da Vulgata.
- Demanda do Santo Graal: narra a busca do Graal e seu encontro por Galaaz. Essa seção é muito diferente em tom e conteúdo da versão da Vulgata. Inclui vários personagens que não se encontram na Vulgata, como os cavaleiros Tristão e Palamedes.
- A Morte do Rei Artur: sobre a morte de Artur por seu filho Morderete e o colapso do reino. Também se assemelha muito à versão da Vulgata, mas o texto é melhor conectado com as seções anteriores.

## Em português
O livro mais original da Pós-Vulgata, a Demanda do Santo Graal, sobrevive em um manuscrito do século XV em português medieval, conservado hoje na Biblioteca Nacional de Viena. A tradução portuguesa da Demanda foi originalmente escrita no século XIII e é considerada o manuscrito mais completo deste livro que se conservou.